# Равномерна непрекидност

## Дефиниција
Функцију {\displaystyle f:X\rightarrow \mathbb {R} }, где је {\displaystyle X\subseteq \mathbb {R} }, а функција је непрекидна на скупу {\displaystyle X}, називамо равномерно (униформно) непрекидном на том скупу, ако се за свако {\displaystyle \varepsilon >0}, може наћи позитивно {\displaystyle \delta }, тако да за сваке две тачке њеног домена које се налазе на растојању мањем од {\displaystyle \delta }, важи {\displaystyle |f(x_{1})-f(x_{2})|<\varepsilon }.
Односно, услов равномерне непрекидности функције {\displaystyle f} на скупу {\displaystyle X} се може записати као: 
{\displaystyle (\forall \varepsilon >0)(\exists \delta >0)(\forall x_{1},x_{2}\in X)(|x_{1}-x_{2}|<\delta \Rightarrow |f(x_{1})-f(x_{2})|<\varepsilon )}.

## Дискусија дефиниције
Оправданост ове дефиниције, поред дефиниције саме непрекидности функције потиче од тога - да би функција била непрекидна у свакој тачки свог домена {\displaystyle X}, потребно је наћи најмање {\displaystyle \delta =\delta _{0}} од свих околина сваке тачке домена, за које би онда важило:
{\displaystyle (\forall x,x_{0}\in X)(|x-x_{0}|<\delta \Rightarrow |f(x)-f(x_{0})|<\varepsilon ).}
Ако је скуп {\displaystyle X} коначан, то је могуће урадити. Међутим, када {\displaystyle X} није коначан, не постоји гаранција да ће такво најмање {\displaystyle \delta =\delta _{0}} уопште постојати. Тиме је оправдана постојаност наведене дефиниције равномерне непрекидности.

## Критеријум за одређивање равномерне непрекидности
Општи критеријум за одређивање равномерне непрекидности функција даје Канторов став о равномерној непрекидности.
Теорема се може доказати коришћењем Борел-Лебегове леме о покривачима и потпокривачима.

### Теорема
Ако је функција {\displaystyle f:[a,b]\rightarrow \mathbb {R} } непрекидна на интервалу {\displaystyle [a,b]}, она је и равномерно непрекидна на њему.

### Доказ
Из дефиниције непрекидности имамо да ако је функција {\displaystyle f:[a,b]\rightarrow \mathbb {R} } непрекидна на интервалу {\displaystyle [a,b]} (дато као услов за теорему), онда за произвољну тачку {\displaystyle x} из тог сегмента постоји нека околина {\displaystyle U(x)=(x-\delta ,x+\delta )} и за све тачке {\displaystyle x_{1}\in U(x)} важи: {\displaystyle |f(x)-f(x_{1})|<{\frac {\varepsilon }{2}})}.
Изаберимо 2 тачке, {\displaystyle x_{1},x_{2}\in U(x)}. Тада је:
{\displaystyle |f(x_{1})-f(x_{2})|\leq |f(x)-f(x_{1})|+|f(x)-f(x_{2})|<{\frac {\varepsilon }{2}}+{\frac {\varepsilon }{2}}=\varepsilon .}
Изаберимо сада околину дупло мањег полупречника, {\displaystyle U'(x)=(x-{\frac {\delta }{2}},x+{\frac {\delta }{2}})}. Ако такву околину конструишемо за сваку тачку сегмента {\displaystyle [a,b]}, добићемо скуп отворених интервала који очигледно прекрива цео сегмент {\displaystyle [a,b]}, па скуп тих интервала чини покривач сегмента {\displaystyle [a,b]}. Из Борел-Лебегове леме имамо да постоји коначан потпокривач тог интервала, тј. да постоје тачке {\displaystyle x_{1},x_{2},...,x_{n}} тако да њихове околине {\displaystyle U'_{1},U'_{2},...,U'_{n}} образују подпокривач сегмента {\displaystyle [a,b]}. Како тачака {\displaystyle x_{1},x_{2},...,x_{n}} има коначно много, може се међу њиховим околинама пронаћи најмање {\displaystyle {\frac {\delta _{i}}{2}}} и означимо га са {\displaystyle \delta }.
Изаберимо сада неку тачку {\displaystyle x'} из интервала {\displaystyle [a,b]} која припада неком од интервала {\displaystyle U'_{1},U'_{2},...,U'_{n}}, што записујемо: {\displaystyle |x_{i}-x'|<{\frac {\delta _{i}}{2}}}.
Изаберимо и тачку {\displaystyle x''} из интервала {\displaystyle [a,b]} која се налази у {\displaystyle \delta }-околини тачке {\displaystyle x'}, тј. {\displaystyle |x'-x''|<\delta }. То можемо урадити по дефиницији, зато што је функција у целом сегменту непрекидна, а пошто је {\displaystyle \delta \leq {\frac {\delta _{i}}{2}}}, онда је сигурно и {\displaystyle |x'-x''|<{\frac {\delta _{i}}{2}}}.
Сада, из {\displaystyle |x_{i}-x'|<{\frac {\delta _{i}}{2}}} и {\displaystyle |x'-x''|<{\frac {\delta _{i}}{2}}} имамо да је:
{\displaystyle |x_{i}-x''|\leq |x'-x_{i}|+|x'-x''|<{\frac {\delta _{i}}{2}}+{\frac {\delta _{i}}{2}}=\delta _{i},}
тј. обе тачке, и {\displaystyle x'} и {\displaystyle x''}, припадају {\displaystyle \delta _{i}}-околини тачке {\displaystyle \delta _{i}}, односно, обе се налазе унутар неке околине {\displaystyle (x-\delta _{i},x+\delta _{i})},
па имамо да је онда
{\displaystyle |f(x')-f(x'')|<\varepsilon }, што је и требало доказати.